# Lê Chức
Lê Chức (sinh năm 1947), tên khai sinh là Lê Đại Chức, là một đạo diễn sân khấu, diễn viên, phát thanh viên, nhà thơ người Việt Nam. Ông được khán giả biết đến qua việc đọc lời bình cho các bộ phim tài liệu và một số chương trình nghệ thuật. Ông từng là Phó Trưởng phòng Nghệ thuật, Cục Nghệ thuật biểu diễn, Giám đốc Nhà hát Cải lương Việt Nam và Phó Chủ tịch Thường trực Hội Nghệ sĩ Sân khấu Việt Nam. Ông được mọi người đặt biệt danh là "Giọng đọc vàng", "Giọng đọc huyền thoại trong ngành sân khấu".

## Tiểu sử và sự nghiệp
—Lê Chức
Lê Chức sinh năm 1947 tại Hải Phòng, quê ở huyện Thọ Xuân, tỉnh Thanh Hóa, trong một gia đình có truyền thống làm nghệ thuật. Cha ông là nhà thơ, nhà viết kịch Lê Đại Thanh. Mẹ của ông tuy không phải là nghệ sĩ chuyên nghiệp nhưng có niềm đam mê đóng kịch và là người đầu tiên thể hiện thành công hình tượng Võ Thị Sáu trên sân khấu kịch Hải Phòng năm 1956. Năm 1965, ông trở thành diễn viên chính của Đoàn Kịch nói Hải Phòng. Năm 1987, ông tốt nghiệp Trường Đại học Sân khấu và Điện ảnh Kiev, thuộc Liên Xô (nay là Ukraine).

## Danh sách tác phẩm

### Kịch
- Chiều cuối (vai Hoài "sữa")
- Ma sa (vai Victor)
- Con cáo và chùm nho (vai Ê-đốp)
- Biên bản một cuộc họp Đảng ủy (vai Bí thư Xô-lô-ma-khin)
- Cửa mở hé (vai Trung úy Nguyễn Thế Kỷ)
- Đợi đến mùa xuân
- Tin ở hoa hồng
- Người con trai cả

### Với vai trò đạo diễn
- Hoa Lư - Thăng Long, bài ca dời đô
- Định mệnh bất chợt

### Với vai trò biên kịch
- Thân phận nàng Kiều (vở rối)[5]

### Xuất bản
- Từng ngày của mặt trời (thơ)
- Lê Hoa (vựng tập thi họa)
- Một thinh không (thơ)
- Lê Chức - những trang đời sân khấu (kịch thơ)

### Đọc lời bình
- Việt Nam thời đại Hồ Chí Minh - Biên niên sử truyền hình (phim tài liệu, 2020-2021)
- Hào khí Bạch Đằng giang (2020)

Cùng một số bộ phim tài liệu do Hãng phim Tài liệu và Khoa học Trung ương sản xuất.

## Giải thưởng
- Giải Nhì Giải thưởng của Hội Nghệ sĩ Múa Việt Nam năm 1996 cho kịch bản thơ - múa "Hoa ấy - tình yêu".[3]
- 10 giải thưởng tại Liên hoan Sân khấu Thử nghiệm quốc tế lần thứ IV với 4 huy chương vàng, 6 huy chương bạc cho vở rối "Thân phận nàng Kiều".[3][5]

## Khen thưởng
- Huân chương Lao động hạng Nhì (2008).[6]

### Danh hiệu
- Nghệ sĩ ưu tú (1993).
- Nghệ sĩ nhân dân (2023).